# Escripofilia

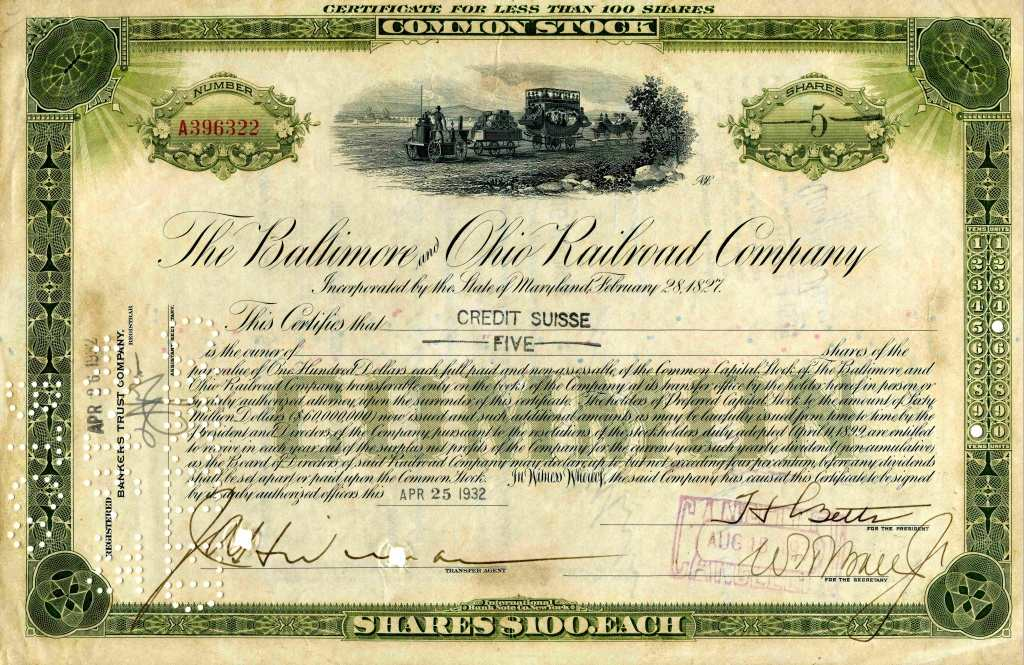
Acción de la Baltimore and Ohio Railroad Company (1827).

La escripofilia es el estudio y colección de acciones y bonos. Un campo especializado de la numismática, la escripofilia es una interesante área del coleccionismo, tanto por la belleza inherente de algunos de estos documentos como por su interesante contexto histórico. Algunos certificados de acciones son excelentes ejemplos del arte del grabado.

## Historia
La escripofilia o coleccionismo de viejas acciones y bonos ya cancelados, obtuvo reconocimiento como un hobby hacia 1970, en especial en los Estados Unidos. El término “escripofilia” fue acuñado al combinar el término en inglés scrip que representa un derecho de propiedad y la palabra griega philos que significa amor.
En la actualidad hay miles de coleccionistas en todo el mundo en busca de acciones y bonos escasos, raros y populares. A muchos los atrae el significado histórico del certificado. Otros prefieren la belleza de los más antiguos, impresos a varias tintas y con florida ornamentación.

## La escripofilia como hobby
Hay muchas razones para el éxito de este hobby. En primer lugar, bonos y acciones son coleccionables a nivel mundial, puesto que cada país los ha tenido, emitidos por el gobierno y por la empresa privada. El color, papel, firmas, fechas, sellos, cancelaciones, bordes, fotografías, viñetas, tipo de industria, impresor, nombre del tenedor, etc, todo suma a lo especial del hobby.
Una gran parte de la escripofilia es el área de la historia financiera. A través de los años han existido millones de compañías que necesitaron capital y recurrieron a la emisión de títulos valores. En términos generales, emitieron una participación de la compañía en la forma de una acción, o un certificado de deuda en la forma de un bono.
Cada certificado es un trozo de historia referente a una compañía y sus negocios. Algunas compañías fueron éxitos resonantes, mientras otras fueron adquiridas y se fusionaron. Algunas fueron exitosas hasta ser remplazadas por nuevas tecnologías. Muchas compañías nunca fueron exitosas o entraron en bancarrota, así que sus certificados se convirtieron en papeles sin valor hasta la aparición de la escripofilia. 
El auge de la minería, la construcción de ferrocarriles, el auge del petróleo, del telégrafo, de la industria del automóvil, de la aviación, de las empresas de energía eléctrica, de los bancos, todos resultaron en la emisión de certificados históricamente significativos.

## Guía de la escripofilia
Hay muchos factores que determinan el valor de un certificado. Estos incluyen su estado de conservación, edad, significado histórico, firmas, rareza, demanda por el ítem, estética, tipo de compañía, valor facial original, si fue o no emitido, impresores y tipo de grabado. En general, los certificados en buen estado, escasos, que fueron emitidos, muy atractivos y populares son los que alcanzan mayores precios.